# Paula Díaz
Paula Díaz (castellà: Paula Andrea Diaz Galione)  (Ciudad de la Costa, 28 de gener de 1989) és una model uruguaiana coronada Miss Uruguai 2008. Díaz va representar l'Uruguai a Miss Univers 2008.
En guanyar el concurs de Miss Uruguai 2008, va rebre 10.000 dòlars estatunidencs, una moto, un bitllet a Miami, joies i tractaments de bellesa. Al maig, Díaz va rebre una preparació integral a Colòmbia per a la seva participació a Miss Univers 2008.